# Cus D'Amato
Constantine "Cus" D'Amato (Bronx, 17 de janeiro de 1908 – Nova Iorque, 4 de novembro de 1985) foi um boxeador, treinador e empresário norte-americano que gerenciou a carreiras de boxeadores como Floyd Patterson, José Torres, e inicialmente, a de Mike Tyson. Muitos treinadores modernos, tais como Teddy Atlas, Kevin Rooney e Joe Fariello, foram aprendizes de D'Amato.
Foi o criador do estilo "peek-a-boo" que ele, no entanto, preferia chamar de "tight defense" (defesa serrada). Cus D'Amato fez alterações e melhorias do seu estilo exemplificadas apenas por Mike Tyson enquanto este foi treinado pelo melhor pupilo de Cus, Kevin Rooney. Enquanto Tyson combateu no sistema de luta de Cus D'Amato sob a tutela de Kevin Rooney, nunca perdeu um combate.

## Primeiros anos
Constantine D'Amato nasceu em uma família ítalo-americana no Bronx, distrito de Nova Iorque, no dia 17 de janeiro de 1908. Seu pai, Damiano, era entregador de gelo e carvão no Bronx e utilizava um cavalo e uma carroça. Ainda jovem, D'Amato se envolveu e se interessou muito pelo catolicismo, chegando a pensar em se tornar padre durante a juventude. Ele teve uma breve carreira como boxeador amador, lutando como peso pena e peso leve, mas não conseguiu obter uma licença profissional por causa de uma lesão no olho que sofreu em uma luta de rua. Isso foi documentado no romance biográfico Confusing The Enemy.

## Carreira
Aos 22 anos, D'Amato abriu o Empire Sporting Club com Jack Barrow no Gramercy Gym. Ele viveu na academia por anos. De acordo com D'Amato, ele passava seu tempo na academia esperando por um "campeão", mas seus melhores lutadores eram rotineiramente caçados por empresários "conectados". Um lutador descoberto por D'Amato foi o ítalo-americano Rocky Graziano, que assinou com outros treinadores e empresários e se tornou o campeão mundial dos médios. D'Amato também enfrentou a política do boxe e decidiu, junto com seu amigo Howard Cosell, frustrar o International Boxing Club de Nova Iorque (IBC). Suspeito ao ponto da paranoia, ele se recusou a igualar seu lutador em qualquer luta promovida pelo IBC. O IBC acabou violando as leis antitruste e foi dissolvido.

## Vida pessoal
No início da década de 1970, enquanto procurava uma mansão grande o suficiente para acomodar cerca de doze de seus estagiários mais aspirantes e ocasionalmente receber cerca de 50 outros, D'Amato (então com 60 anos) conheceu sua futura esposa Camille Ewald; ela estava pensando em vender sua casa, uma mansão vitoriana de quatorze quartos, depois que sua família foi embora. D'Amato voltou atrás e fez uma proposta a ela. Ele supervisionava todo o treinamento e gerenciamento de seus lutadores, enquanto ela era responsável pela cozinha e pelas tarefas domésticas.

## Boxeadores notáveis treinados

### Floyd Patterson

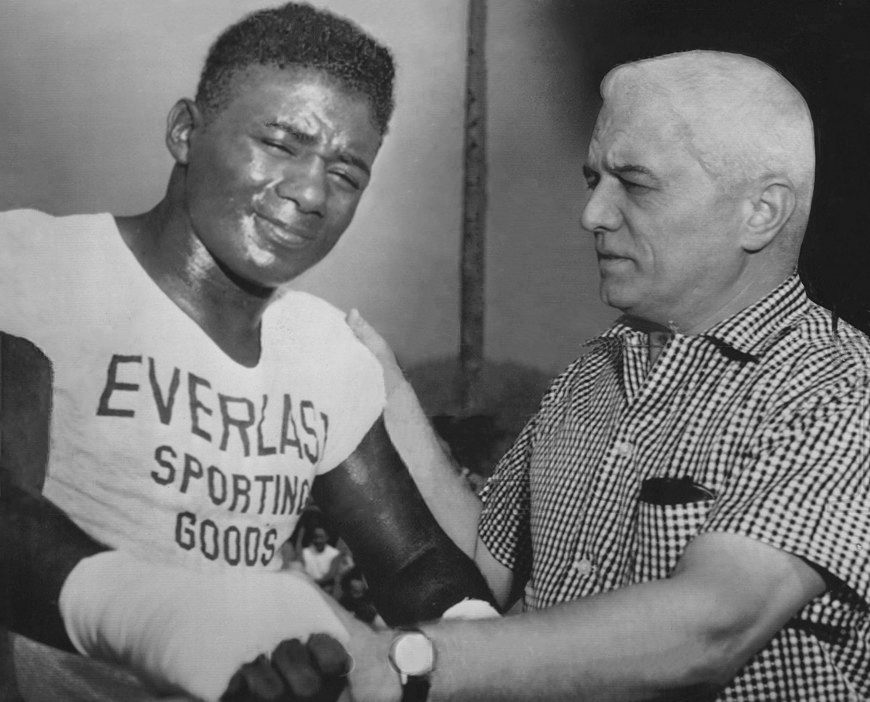
D'Amato e Patterson em 1957

Sob a tutela de D'Amato, Floyd Patterson conquistou a medalha de ouro olímpica dos pesos médios nos Jogos de Helsinque em 1952. D'Amato então guiou Patterson através das fileiras profissionais, manobrando Patterson para lutar pelo título desocupado por Rocky Marciano. Depois de derrotar Tommy "Hurricane" Jackson em uma luta de eliminação, Patterson enfrentou o campeão dos meio-pesados Archie Moore em 30 de novembro de 1956, pelo Campeonato Mundial de Pesos Pesados. Patterson venceu Moore por nocaute em cinco rounds e tornou-se o mais jovem Campeão Mundial de Pesos Pesados da história na época, com 21 anos, 10 meses, três semanas e cinco dias. Ele foi o primeiro medalhista de ouro olímpico a ganhar um título profissional dos pesos pesados.
Patterson e D'Amato se separaram após a segunda derrota consecutiva de Patterson no primeiro round por KO para Sonny Liston, embora sua influência sobre o ex-bicampeão já tivesse começado a diminuir.

### José Torres
D'Amato também comandou José Torres, que em maio de 1965, no Madison Square Garden, derrotou o membro do Hall da Fama Internacional do Boxe, Willie Pastrano, para se tornar o campeão mundial dos meio-pesados. Com a vitória, Torres se tornou o terceiro campeão mundial de boxe porto-riquenho da história e o primeiro latino-americano a conquistar o título mundial dos meio-pesados.

### Mike Tyson
Depois que as carreiras de Patterson e Torres terminaram, D'Amato trabalhou em relativa obscuridade. Ele acabou se mudando para Catskill, Nova Iorque, onde abriu uma academia, a Catskill Boxing Club (atual Cus D'Amato Gym). Lá ele conheceu e começou a trabalhar com o futuro campeão dos pesos pesados, Mike Tyson, que estava em um reformatório próximo. Ele adotou Tyson depois que sua mãe morreu. D'Amato o treinou ao longo dos anos seguintes, incentivando o uso do boxe peek-a-boo, com as mãos na frente do rosto para maior proteção. D'Amato foi brevemente assistido por Teddy Atlas e, mais tarde, por Kevin Rooney, um protegido de D'Amato, que enfatizou o movimento evasivo.
Não está claro com qual idade (11 ou 12) Tyson começou a se interessar seriamente em se tornar um boxeador profissional. O "irlandês" Bobby Stewart, um ex-campeão do Golden Gloves, foi abordado por Tyson enquanto trabalhava como conselheiro na Tryon School For Boys. Tyson sabia da glória anterior de Stewart no boxe e pediu especificamente para falar com Stewart, que imediatamente assumiu uma atitude rude sobre o assunto depois de testemunhar o comportamento terrível de Tyson em seus primeiros dias na escola. Bobby Stewart apresentou Mike Tyson a D'Amato quando Tyson tinha cerca de 12 ou 13 anos, depois que Stewart afirmou que ensinou a Tyson tudo o que podia sobre a técnica e habilidade do boxe. D'Amato morreu um pouco mais de um ano antes de Tyson se tornar o mais jovem campeão mundial de peso-pesado da história com a idade de 20 anos e quatro meses, suplantando assim o recorde de Patterson. Rooney mais tarde guiaria Tyson ao campeonato dos pesos pesados doze meses após a morte de D'Amato. As imagens de D'Amato podem ser vistas em Tyson, um documentário de 2008. Tyson credita a D'Amato a construção de sua confiança e guiá-lo como uma figura paterna.

## Morte
D'Amato morreu no Hospital Mount Sinai, em Manhattan, no dia 4 de novembro de 1985, aos 77 anos, vítima de uma pneumonia.